# Puerto de Dukla

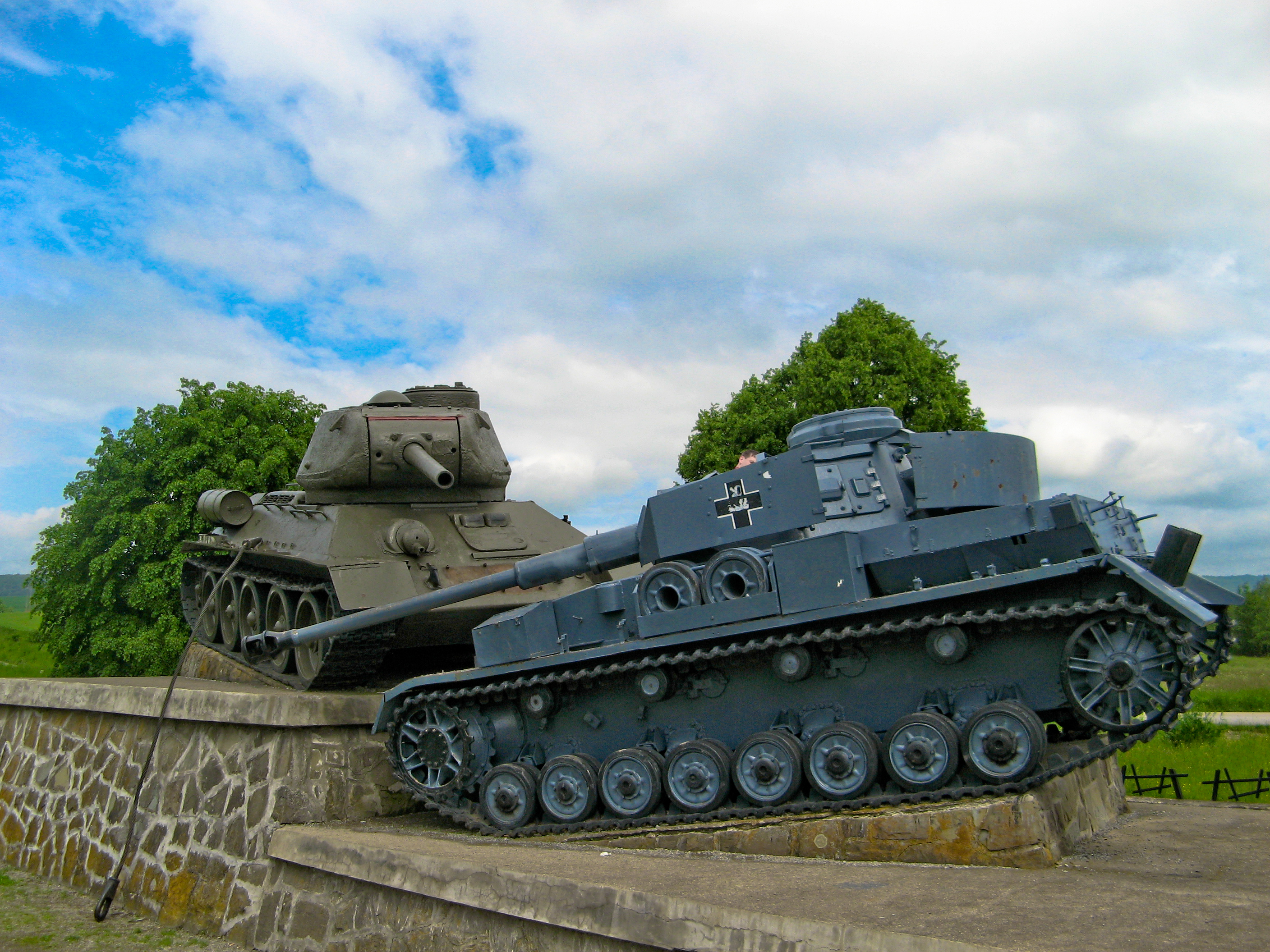
Monumento conmemorativo de los combates librados en el puerto de Dukla.

El puerto de Dukla (en eslovaco: Dukliansky priesmyk, en polaco: Przełęcz Dukielska, en húngaro: Duklai-hágó y en checo: Dukelský průsmyk; 502 m s. n. m.) es un puerto de montaña estratégico situado en la meseta de Laborec en los Cárpatos orientales exteriores, en la frontera polaco-eslovaca, cerca de la frontera occidental de Ucrania.
El puerto de Dukla es el puerto de montaña de menor altura de la principal cordillera de los Cárpatos. Se encuentra al sur de la localidad polaca de Dukla y al noreste de la eslovaca de Prešov; el puerto se conoce como uno de los lugares de encuentro las culturas eslavas occidental y oriental.
En el siglo xvii, fue cobijo del bandolero y héroe popular Andrij Savka.
El puerto fue campo de batalla de duros combates tanto durante la Primera Guerra Mundial y la Segunda.